# Titaguas

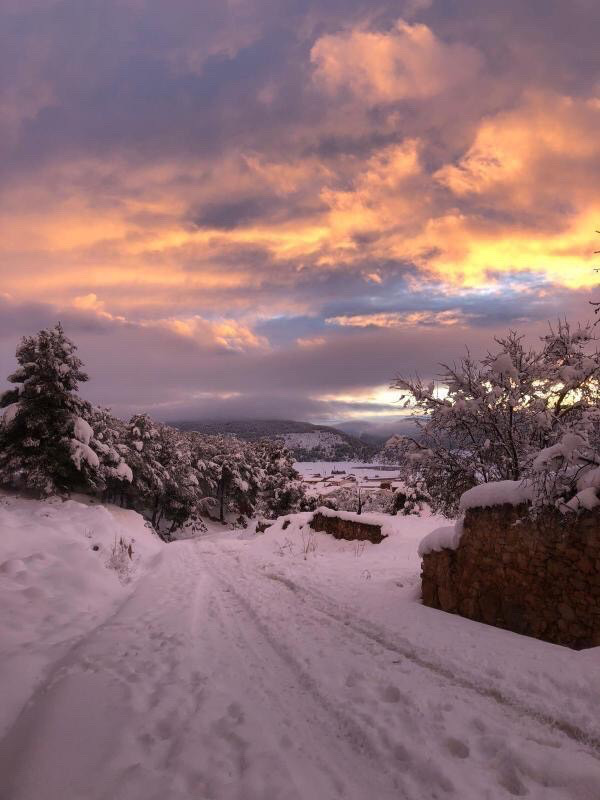
Espectacular vista desde la Zarza durante la nevada de 2021

Titaguas es un municipio perteneciente a la provincia de Valencia, en la comarca de Los Serranos (Comunidad Valenciana, España). Cuenta con una población de 494 habitantes (INE 2024).

## Geografía

Localización de Titaguas en la comarca de Los Serranos

Titaguas es un pueblo accidentado por los contrafuertes meridionales de las sierras de Losilla y el Sabinar, que forma parte del conjunto de la sierra del picote y drenado por el río Turia.
Circundan a Titaguas los cerros de La Lámpara, Hontanar del Herrero, el Alto del Manzano, Muela Modorra y Castillo de la Cabrera, entre otros, todos ellos de las sierras de Losilla y del Sabinar.
El terreno, arenisco y calizo, está regado por numerosas fuentes, como es la fuente del Oro, la del Hontanar (que suministra agua a la población) la del Rebollo, la de la Zarza... Algunas de ellas vienen definidas popularmente por ser saludables y con propiedades curativas. La mayor parte del término (un 70 %) corresponden a montes de utilidad pública de titularidad municipal. Alrededor de 4.500 ha están cubiertas por bosques, mayoritariamente de pinos, encinas y sabinas. El clima es continental, de inviernos fríos y largos y veranos cortos y calurosos. Las precipitaciones de lluvia son frecuentes en primavera, siendo tormentosas en verano y de nieve en algún momento del invierno.
Se tiene acceso, desde Valencia, a través de la carretera provincial CV-35.

### Localidades limítrofes
El término municipal de Titaguas limita con las siguientes localidades:
Aras de los Olmos, Alpuente, Chelva y Tuéjar todas ellas de la provincia de Valencia.

### Fuentes

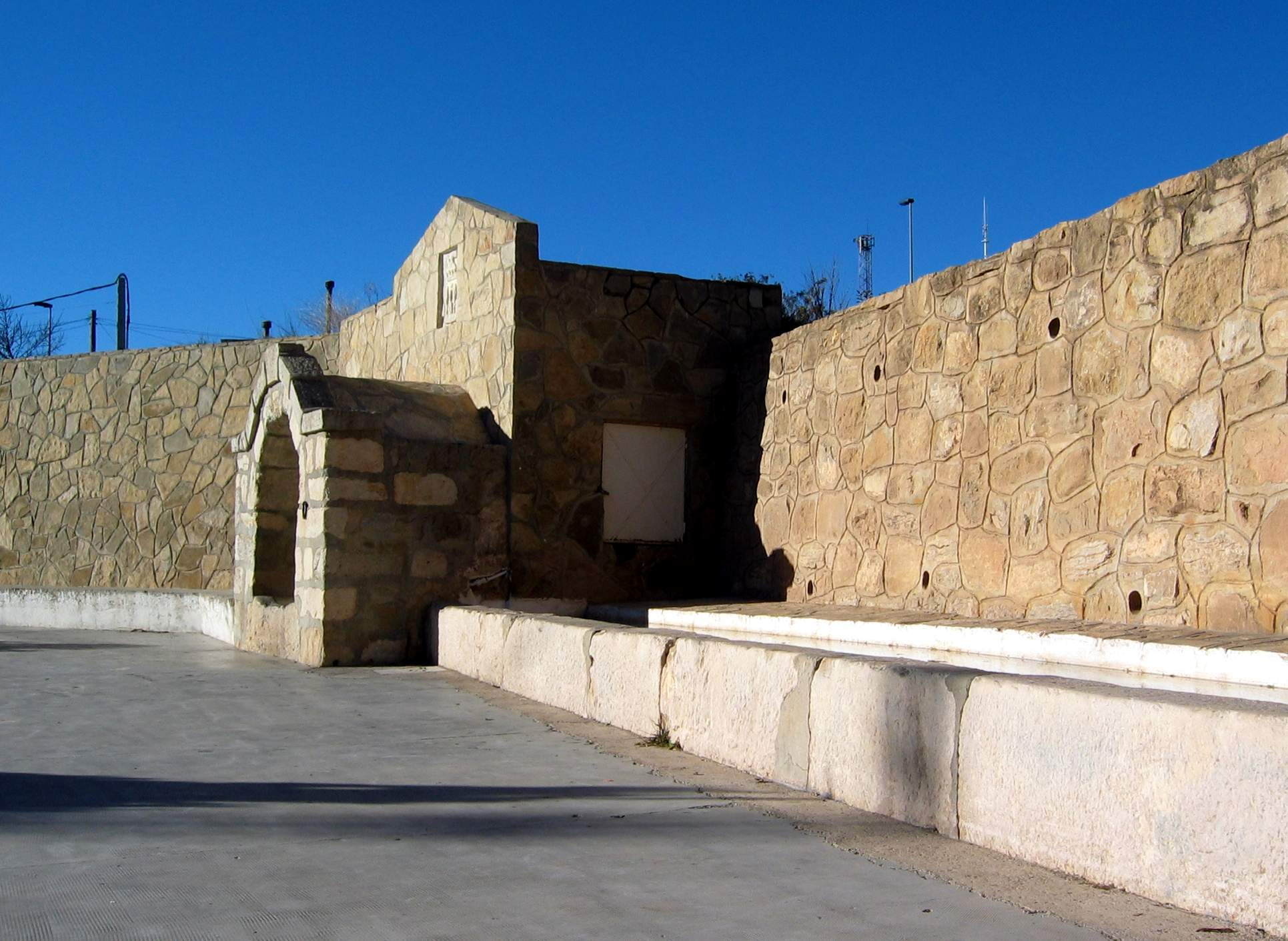
Vista de fuente con pilón abrevadero en Titaguas (Valencia), año 1637

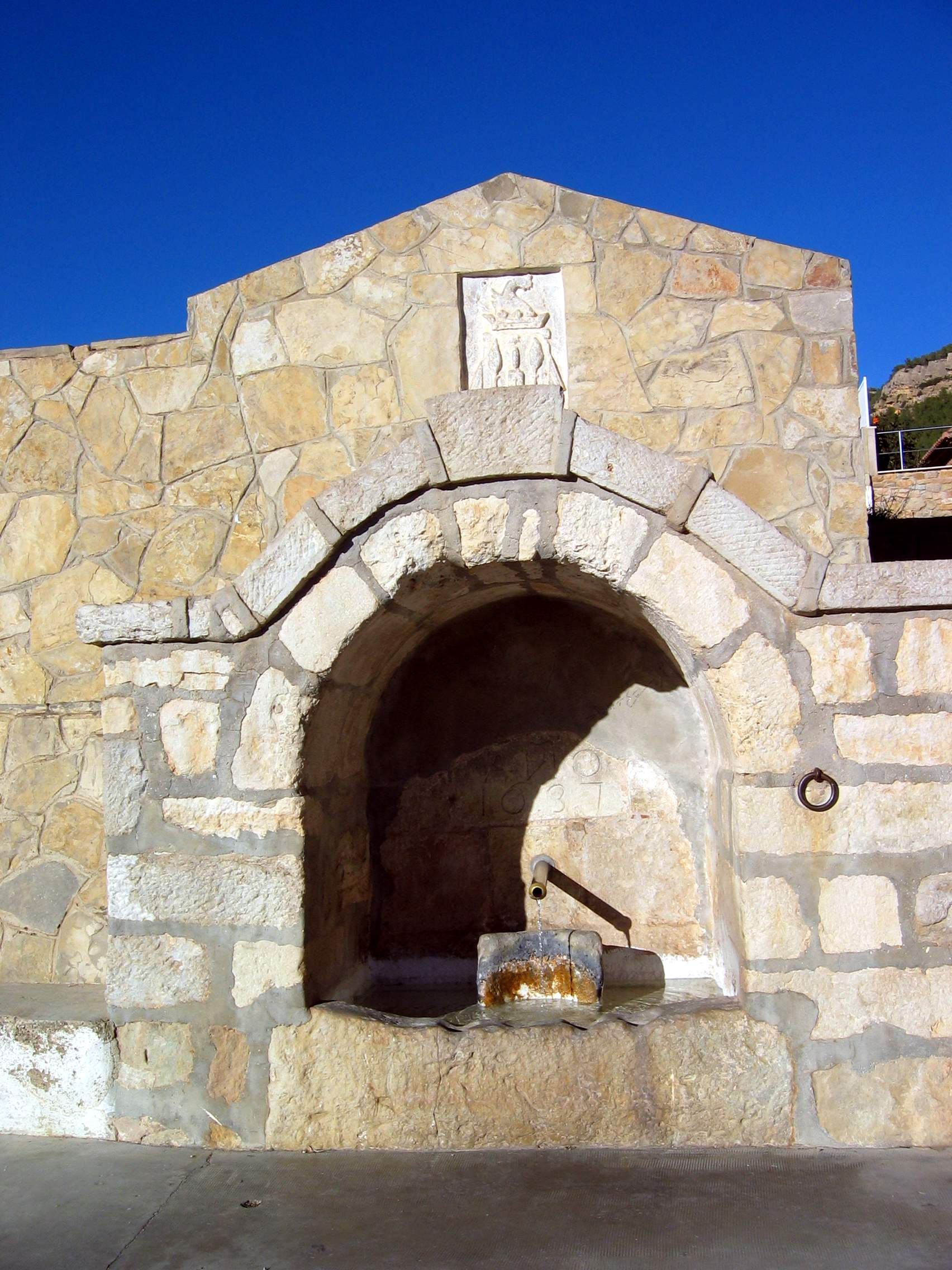
Detalle de fuente con pilón y abrevadero en Titaguas (Valencia), año 1637

## Historia
El origen de Titaguas no se conoce con exactitud. Los documentos son escasos; pero se auguran asentamientos primitivos, por cuanto se hallan en el término las reconocidas pinturas rupestres del "Tío Escribano". En la partida del Castillo de la Cabrera se han encontrado vestigios que denuncian la presencia de una población mora. Si atenemos al testimonio histórico su origen no va más allá del largo periodo de la Reconquista.
Así la primera noticia documentada es la división de los Reinos hecha por el rey Jaime I el Conquistador en 1240, quien decretó que las aldeas de La Yesa, Aras y Titaguas estuviesen bajo la jurisdicción de Alpuente. Entre 1230 y 1260 se produjo el asentamiento definitivo de los cristianos, cerrando así el proceso de sustitución de la población musulmana.
Por tanto, la población formó parte del término general de Alpuente hasta 1729, cuando Felipe V le concedió el privilegio de Villa Real.
En 1520, el obispo de Segorbe erigió la vicaría de Titaguas, dependiente de la parroquia de Alpuente. Todo ello parece acreditar también una especial conciencia religiosa y geográfica que explica por qué la historia de la villa gira en torno de su evolución como parroquia.
La demarcación del territorio llevó a un largo pleito que se resolvió por sentencia de la Real Audiencia en 1757, que fue apelado, pero del que no se dispone documento con la nueva resolución.
Otro dato interesante en la historia de este municipio es la existencia de la banda de música "La Lira" fundada en 1840 y catalogada como la segunda banda más antigua de la Comunidad Valenciana.
Según Pascual Madoz, Titaguas era en 1842 "una población de 290 casas de media fábrica, las que se distribuyen en 30 calles y 4 plazas, casa de ayuntamiento,..., y escuela donde concurren 50 niños, dotada de 1500 reales; otra de niñas con 60 de asistencia y 1.100 reales de dotación... Producciones: trigo, centeno, cebada, avena, maíz, algo de seda, cáñamo, vino, cera, miel, patatas, judías, garbanzos, almortas, aceitunas y verduras; mantiene ganado lanar y poco cabrío... Industria: la agrícola, 5 tejedores de lienzos comunes, un batán, una alfarería y 4 molinos harineros".

## Demografía
Titaguas cuenta con una población de 494 habitantes (INE 2024).
| Gráfica de evolución demográfica de Titaguas entre 1842 y 2021                                                      |
| |
| Población de derecho según los censos de población del INE Población de hecho según los censos de población del INE |

## Economía
La economía es esencialmente agrícola y ganadera. Los cultivos son principalmente cereal (cebada), almendro y vid (que da lugar al famoso vino joven afrutado de Titaguas). La ganadería más desarrollada es la porcina y cunícula, registrándose un aumento de la ganadería avícola. La industria es escasa; pero cabe destacar el desarrollo de los talleres artesanales.
El turismo rural es uno de los sectores en vías de desarrollo, que cuenta con mayor apoyo por parte institucional.

## Símbolos
El emblema heráldico de este pueblo contiene un ara sobre la que descansa una columna y unas aspas que la coronan. A derecha e izquierda del conjunto sendos cipreses y sobre la cara anterior del ara, tres cruces. Su origen puede ser romano.

## Administración y política
| Periodo   | Nombre               | Partido       |
| --------- | -------------------- | ------------- |
| 1979-1983 | Fernando Collado     | Independiente |
| 1983-1987 | Miguel Andrés        | PSPV-PSOE     |
| 1987-1991 | Manuel Polo Monleón  | UV            |
| 1991-1995 | Manuel Polo Monleón  | UV            |
| 1995-1999 | Jenaro Polo Aguilar  | UV            |
| 1999-2003 | Ramiro Rivera Gracia | PSPV-PSOE     |
| 2003-2007 | Ramiro Rivera Gracia | PSPV-PSOE     |
| 2007-2011 | Ramiro Rivera Gracia | PSPV-PSOE     |
| 2011-2015 | Ramiro Rivera Gracia | PSPV-PSOE     |
| 2015-2019 | Ramiro Rivera Gracia | PSPV-PSOE     |
| 2019-2023 | Ramiro Rivera Gracia | PSPV-PSOE     |

En las elecciones de 2015 el PSPV de Ramiro Rivera Gracia venció las elecciones por quinta vez consecutiva contra el nuevo candidato del Partido Popular el joven Ramón Solaz Polo. Siendo las elecciones de 2015 las que han registrado un mayor número de votos nulos y blancos.

## Patrimonio

### Religioso
- Ermita de la Virgen del Remedio. Del siglo XIV, destruida parcialmente en las guerras carlistas, fue reconstruida en 1839.
- Ermita de Santa Bárbara. Del siglo XIV, con antecedentes en la época de dominación musulmana(ahora casa particular).
- Iglesia parroquial del Salvador. Del siglo XVI, estilo renacentista.

### Civil
- Casco antiguo. En el casco antiguo de la villa han perdurado varias edificaciones, testigos de épocas de crecimiento y desarrollo de la población:
- Casa del Tío Cadenas (1614).
- Casa del Pilatos (1692).
- Casa de los Graneros (1722), edificación típica de la población que muestra la importancia de la ganadería como pilar de la economía.
- Casa Abadía (año 1750).
- Casa del Tío Jenaro (año 1779).
- Casa del Tío Paco Rector, (año 1783).
- Casa de Fernando "el sastre" (año 1783).
- Castillo de Titaguas.

### Arqueología

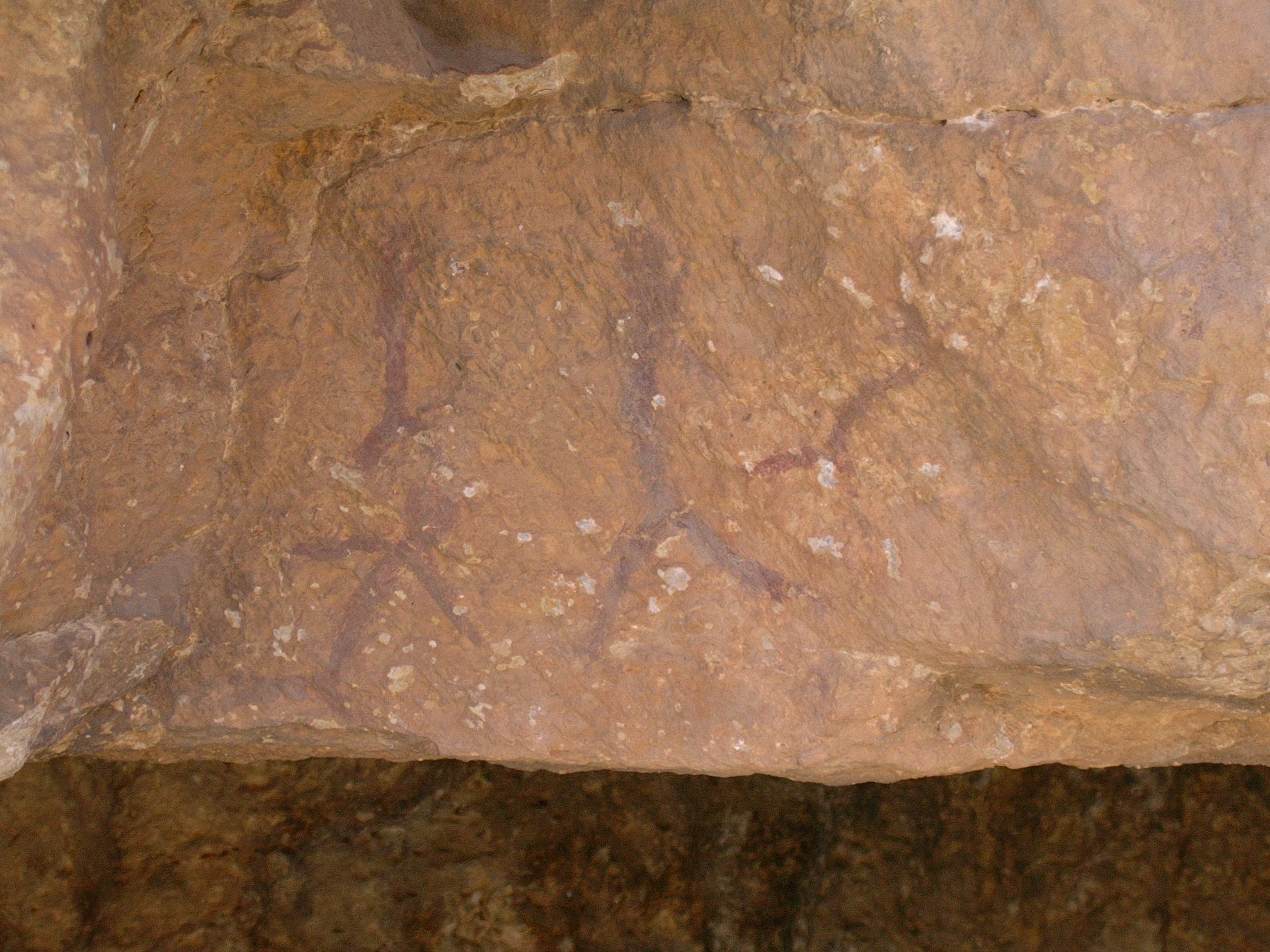
Pinturas rupestres del Rincón del Tío Escribano

Titaguas es muy rico en yacimientos arqueológicos y pinturas rupestres, en su término han sido encontrados varios asentamientos tanto íberos como romanos, y en cuanto a pinturas rupestres destacan las encontradas en el llamado Rincón del Tío Escribano, de una antigüedad de más de 9000 años.

## Fiestas
- San Antonio Abad. La fiesta de los granjeros y los animales que se realiza el fin de semana posterior al 17 de enero, en el que se bendicen los animales.
- Los Mayos. Se celebra el fin de semana siguiente al 30 de abril.
- Fiestas Patronales. En honor de Jesús Nazareno y de la Virgen del Remedio se celebran durante la primera decena de septiembre. Cada siete años tienen lugar las llamadas "fiestas gordas".
- Fiesta de la Vendimia. Es la segunda fiesta por orden de importancia y supone una festividad en honor al vino. No tiene fecha fija, pero se suelen desarrollar entre el 9 y 12 de octubre.

### Mojiganga
Existe en Titaguas una riqueza folklórica local de impresionante importancia representada esencialmente por bailes tradicionales y populares.
Titaguas es uno de los pocos pueblos que lucha por mantener viva la cultura y las tradiciones. Una de las piezas más significativas es la Mojiganga que sólo se baila en Titaguas en honor de la Virgen del Remedio y en Algemesí, en honor a la Virgen de la Salud, donde es denominada como Muixeranga. Más tarde se extendió a Cataluña donde se llamó “castellers”. Cabe destacar que el origen de esta danza (junto con la Muixeranga de Algemesí), esta en estas tierras y que tomó como referencia una danza nuestra medieval llamada la “Dansa o ball de valencians”.
Las torres humanas antiguamente, se celebraban es época de Carnaval, actualmente, sólo se bailan en las fiestas mayores, cada siete años, el escenario es la plaza de la iglesia donde se escenifican dos veces, delante del Ayuntamiento y delante de la Parroquia.
Aunque no sea costumbre, hace menos de siete años que se interpretó esta danza. El grupo de Mojiganga se trasladó a Valencia, aprovecharon la exposición de La Llum de les Imatges para mostrar a la capital nuestras tradiciones. También se hicieron en Cataluña.
Esta danza se divide en dos partes, una parte religiosa y otra profana. En la primera se interpreta el Altar Mayor, el Altar Movible, las Andas, La Eme y el Pilón. La parte profana representa las actividades agropecuarias de las zonas. Cada pareja adquiere un oficio entre los que hay que destacar los colmeneros, herreros, carpinteros, etc. Cada uno lleva un instrumento típico de su oficio que a la vez les sirve como instrumento de percusión.
Los bailes que se interpretan en esta parte son los Oficios: El Batán, la Rueda de Molino, el Baile del Garrote y las Muecas. En su origen estos bailes iban acompañados de la música del tamboril y la dulzaina pero por falta de instrumentistas se sustituyeron por la caja y el clarinete. El baile del Garrote y las Muecas se acompañan con la guitarra.
Los 16 jóvenes visten el mismo atuendo, era el traje de verano de los antiguos labradores, consta de unas zargüelles que son unos calzones blancos, una faja de seda o lana roja, una camisa blanca y un chaleco forrado de tapiz de terciopelo de color y el pañuelo anudado a la izquierda. Lo más llamativo es el color de las medias y de las cintas de las zapatillas, alternan el negro y blanco cada una de un color. El maestro es el personaje que dirige la danza y se distingue porque va vestido con una capa y un sombrero.
También, se bailan en fiestas patronales y en la fiesta de la vendimia, las jotas y seguidillas, las jotas de ronda y de pasacalle (Jota de los Quintos), y las Danzas de Procesión de niñas y Danzas Guerreras de niños.

## Gastronomía
- Olla de pueblo, compuesta de patata, alubias, verdura y carne de cerdo.
- Gazpachos: pan, carne de conejo e hígado de cerdo.
- Mona de Pascua, elaborada con la masa del pan, embutidos de jarra y huevos duros.
- Migas y gachas.
- Embutidos de "la jarra".
- Morteruelo.
- Ajoarriero.

También hay que destacar la fabricación de mantecados y pastas de Titaguas, así como la elaboración de un excelente vino blanco con subdenominación de origen "Alto Turia".

## Personas notables

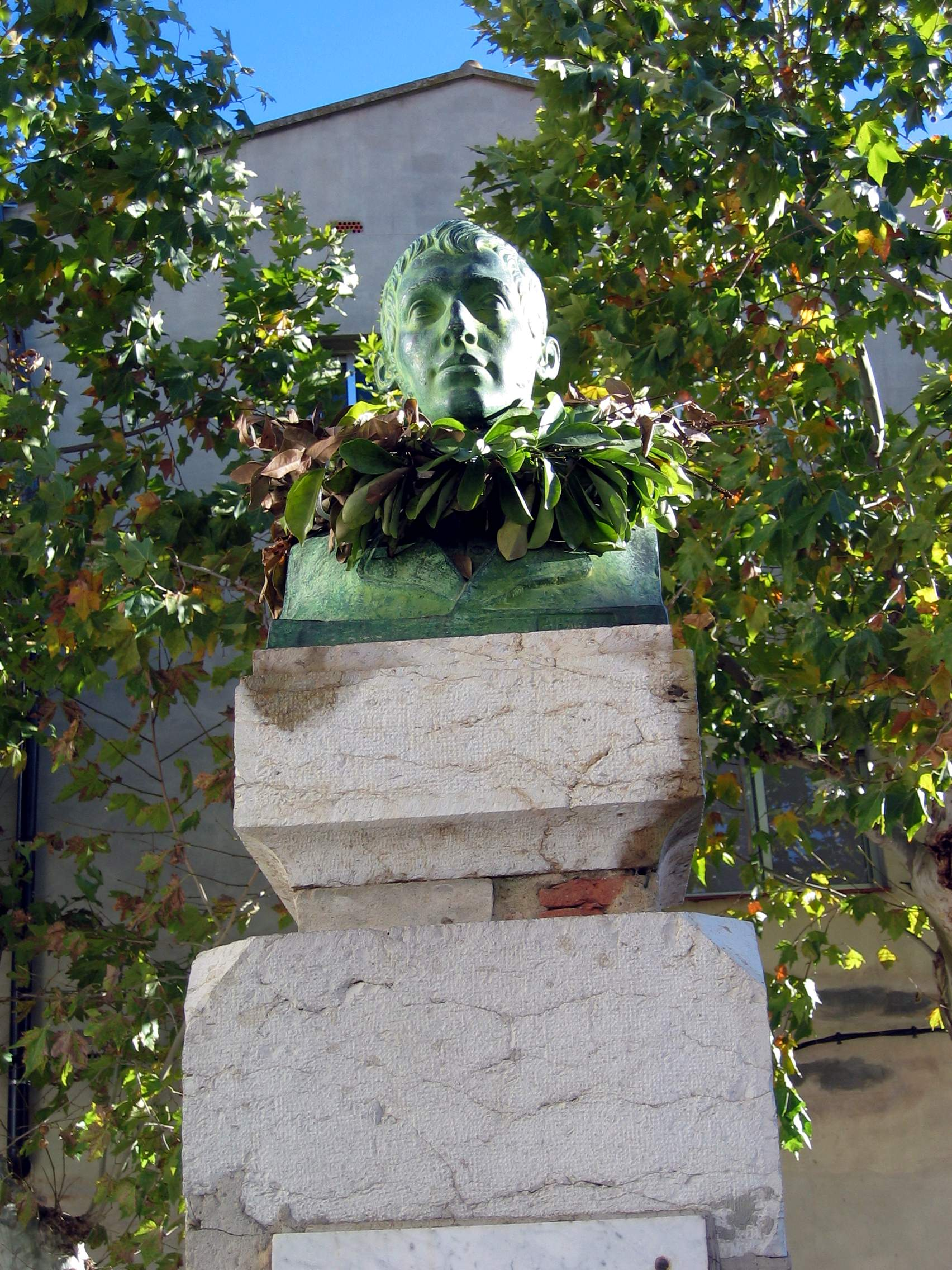
Detalle de columna con busto de Simón de Rojas Clemente y Rubio en Titaguas (Valencia), en el Primer Centenario de su fallecimiento, año 1927